# Second violon
Dans un orchestre de musique symphonique, les seconds violons sont les violonistes placés le plus à l'intérieur de la formation. Ils forment, avec les premiers violons, une part importante de l'orchestre, parfois la majorité quand il y a peu de vents.
L'expression le second violon désigne le chef de pupitre (ou chef d'attaque) des seconds violons, il doit les diriger partiellement, avec le chef d'orchestre.
L'expression « le second violon » peut aussi être appliquée dans un quatuor à cordes. Il s'agit d'un des deux violons ; les règles de composition classique lui assignent une partie systématiquement moins aigüe que celle du premier violon. À partir de Beethoven, les compositeurs tendent à donner alternativement les mêmes rôles aux premiers violons qu'aux seconds violons. 
Dans la culture populaire, le terme peut désigner un substitut, un adjoint, péjorativement un exécutant de base ou un « sous-fifre ».